# Cai Jin
Cai Jin (en chino simplificado, 蔡锦; Tunxi, provincia de Anhui, 1965) es una artista china, conocida principalmente por sus cuadros al óleo de una planta de banana.
Cai se matriculó en artes en la Universidad para Maestros de Anhui, en Wuhu, China, y se graduó en 1985. Luego continuó sus estudios en el Programa Avanzado de Pintura al Óleo de la Academia Central de Bellas Artes de China en Beijing, donde estudió hasta 1991. Trabajó en Nueva York entre 1997 y 2007.
Cai enseña en el Instituto de Bellas Artes de Tianjin, en Tianjin, China.

## Obras
Cai Jin tomó inspiración de una planta de banana que se estaba marchitando, que ella descubrió en una visita a su ciudad de nacimiento. Ella tomó dos rollos de fotografías de la planta creciendo entre malas hierbas, y los llevó consigo para inspiración. Jin ha hecho más de 400 obras, principalmente pinturas al óleo.
Sus obras tienen una paleta característica psicodélica, con colores tales como rosado, púrpura, azul y especialmente rojo. Jin usa la imagen de la planta de banana en sus obras para explorar temas de belleza, fertilidad y sexualidad. A pesar de que su obra consiste mayormente de pinturas al óleo en lienzo, Cai ha pintado en materiales tales como colchones, colchas, zapatos de mujer, asientos de bicicleta y bañeras. Sus pinturas exploran vitalidad y belleza.
En 2008, Cai se desvió de su enfoque en la planta de banana, y comenzó a trabajar en una serie de cuadros de paisaje. Más allá de que el título de la serie es Paisaje, las pinturas son abstraciones orgánicas, que muestran influencias de fuentes occidentales y chinas tradicionales.

### Exposiciones[8]
- "Regreso a la fuente", Chambers Fine Art, Beijing y Nueva York, 2013
- "Cai Jin", National Art Museum of China, Beijing, 2012
- "Cai Jin: Obras en papel", Hadrien de Montferrand Gallery, Beijing, 2011
- "Marea Roja - Cai Jin", Galerie PICI, Seúl, Corea del Sur, 2008
- "Cai Jin", Beijing Cube Gallery, Beijing, 2007
- "Cai Jin: Eros en rojo", Hanart TZ Gallery, Hong Kong, 2005
- "Serie de belleza banana: The Art of Cai Jin", Goedhuis Contemporary, Nueva York, 2003
- "Cai Jin: sonido en rojo", Fujikawa Gallery/Next, Osaka, Japón, 2000
- "Cai Jin, Herbert F. Johnson Museum of Art", Universidad Cornell, Estados Unidos, 2000
- "Pinturas de plantas de banana", Alexander Ochs Galleries, Berlín, Alemania, 1999
- "Cai Jin: afuera del lienzo", The Courtyard Gallery, Beijing
- Cai Jin: estudios de manos chinas de vida", Ethan Cohen Fine Art, Nueva York, 1997
- "Cai Jin: obras recientes", Kiang Gallery, Atlanta, Estados Unidos, 1995
- "Las pinturas al óleo de Cai Jin", Art Gallery of the Central Academy of Fine Arts, Beijing, 1991[9]